# Last Day of June
Last Day of June est un jeu vidéo d'aventure développé par Ovosonico et édité par 505 Games, sorti en 2017 sur Windows, Nintendo Switch et PlayStation 4.

## Système de jeu
Last Day of June est centré autour d'un jeune couple : Carl et June, victimes d'une tragédie lorsqu'un accident de voiture prend la vie de June et laisse Carl en fauteuil roulant. Le joueur contrôle Carl, qui explore les souvenirs passés de sa vie avec June et tente de résoudre des énigmes pour changer la séquence des événements qui ont mené à la mort de June.

## Développement
La musique du jeu est écrite par Steven Wilson, qui reprend et adapte plusieurs morceaux de ses albums solo ainsi que de son projet Bass communion. La bande-son paraît le 1er décembre 2017.

## Accueil
- Adventure Gamers : 4/5[2]
- Jeuxvideo.com : 14/20[3]